# Velarifictorus viphius
Velarifictorus viphius är en insektsart som beskrevs av Otte, D. 1987. Velarifictorus viphius ingår i släktet Velarifictorus och familjen syrsor. Inga underarter finns listade i Catalogue of Life.